# Coyote du Pléistocène
Canis latrans orcutti
Sous-espèce
Le coyote du Pléistocène (Canis latrans orcutti), également connu sous le nom de coyote de l'ère glaciaire, est une sous-espèce disparue de coyote qui vivait dans l'Ouest de l'Amérique du Nord à l'époque du Pléistocène supérieur. La plupart des restes de la sous-espèce ont été trouvés dans le sud de la Californie, bien qu'au moins un ait été découvert en Idaho. Il faisait partie d'une clade de carnivores qui comprenait d'autres canidés comme le renard, le loup gris et le loup redoutable.

## Description
Comparativement à leurs homologues holocènes modernes, le coyote du Pléistocène était plus gros et plus robuste, pesant de 18 à 21 kg, probablement en réponse à de plus gros concurrents et proies plutôt qu'à la règle de Bergmann.
Leur crâne et la mâchoire étaient significativement plus épais et plus profonds que chez le coyote moderne, avec un rostrum plus court et plus large et des dents carnassières plus larges. Ces adaptations lui ont permis de faire face à des niveaux de stress plus élevés lorsqu'il était confronté à devoir tuer des proies plus grosses que les sous-espèces modernes. Le coyote du Pléistocène était aussi probablement plus spécialisé que ses descendants, car ses dents étaient plus adaptées au cisaillement de la viande et présentaient moins de surfaces de broyage qui convenaient mieux au traitement de la végétation. La mâchoire inférieure était aussi plus profonde, et les molaires présentaient plus de signes d'usure et de rupture que les populations modernes, ce qui indique que les animaux consommaient plus d'os qu'aujourd'hui.
Au niveau du comportement, il est probable qu'il ait été plus social que le coyote moderne puisque ses restes sont les troisièmes les plus communs dans les puits de goudron de La Brea après les loups redoutables et les tigres à dents de sabre, tous deux considérés comme des espèces grégaires.

## Extinction
La réduction de taille de l'espèce s'est produite dans les 1 000 ans qui ont suivi la survenue de l'extinction du Quaternaire, lorsque le climat a changé et que la majorité de leurs plus grosses proies ont disparu. De plus, le coyote du Pléistocène n'a pas été en mesure d'exploiter avec succès la niche de la chasse au gros gibier laissée vacante après l'extinction du loup redoutable, car cet écart a été rapidement comblé par le loup gris. Ces loups gris sont susceptibles d'avoir tué activement les coyotes au corps volumineux, la sélection naturelle favorisant la morphologie gracile moderne. La prédation humaine basée sur les proies du coyote du Pléistocène, qui diminuaient , peut aussi avoir eu un impact sur le changement de morphologie de l'animal.

## Canis latrans harriscrooki
Canis latrans harriscrooki (Slaughter, 1961), est un autre coyote du Pléistocène supérieur disparu qui vivait autrefois dans ce qui est maintenant le Texas. Slaughter l'a décrit comme étant semblable à celui du loup et se distinguant des autres coyotes par une pointe postérieure bien développée sur sa p2 (la deuxième prémolaire sur sa mandibule), une rangée de dents plus longue par rapport à la profondeur de sa mandibule, une distance réduite entre les prémolaires et une ramification descendante plus verticale. La dentition des cuspides a aussi été trouvée chez deux spécimens du Mexique et un du Honduras. Slaughter a identifié une certaine affinité avec C. l. hondurensis. Nowak a proposé l'hypothèse selon laquelle un coyote adapté à la chaleur qui ressemblait plus à un loup qu'un coyote moderne habitait autrefois le Pléistocène Texas et pourrait encore être représenté par C. l. hondurensis.

### Note
1. ↑  grandes prémolaires supérieures et inférieures d'un carnivore, adaptées à la chair cisaillée